# ميخائيل شو (لاعب هوكي الحقل)
ميخائيل شو هو لاعب هوكي الحقل ماليزي، ولد في 1962.

## وصلات خارجية
- ميخائيل شو على موقع أوليمبيديا (الإنجليزية)